# Лоза (1892 – 1894)
Вижте пояснителната страница за други значения на Лоза.
„Лоза“ е българско списание, издавано от Младата македонска книжовна дружина в София от януари 1892 до юни 1894 година.
| Годишнина | Броеве | Дати                   |
| --------- | ------ | ---------------------- |
| I         | 1 – 6  | януари 1892 – юни 1894 |

Списанието е замислено като месечно, но от него излизат общо само шест броя. Отговорен редактор е дебранинът Иван К. Божинов. Печата се в печатницата на Иван П. Даскалов. В езика на списанието е направен опит за налагане на повече западнобългарски черти, отколкото присъстват в оформилия се вече български книжовен език.
Основател на списанието е Климент Карагюлев. Сред сътрудниците на списанието са Петър Попарсов, Даме Груев, Евтим Спространов, Георги Баласчев, Димитър Мирчев, Иван Хаджиниколов и други. По-късно правителството на Стефан Стамболов забранява списание „Лоза“ като разпространяващо сепаратистки идеи.